# Cleveland Internationals
El Cleveland International fue un equipo de fútbol de los Estados Unidos que alguna vez jugó en la USL Premier Development League, la cuarta liga de fútbol más importante de país.

## Historia
Fue fundado en el año 2004 en la ciudad de Cleveland, Ohio por el exjugador de Yugoslavia y de la NASL George Nanchoff, quien en 1976 había establecido una academia de fútbol de estudiantes recién salidos de la universidad que querían seguir en el deporte.
Su primer partido oficial fue una victoria de 3-0 ante el Toledo Slayers, donde el primer gol en la historia del club lo anotó Anthony DiBello, aunque en esa temporada terminaron de séptimos en su división.
Luego de varias temporadas malas, el club clasificó por primera y única vez a los playoffs tras quedar en segundo lugar de su división, en la que luego de eliminar al Toronto Lynx, perdieron en la final de conferencia ante el posterior campeón de la liga Thunder Bay Chill.
El club desapareció al finalizar la temporada 2010 y abandonó la liga, tomando su lugar el Akron Summit Assault.

## Temporadas
| Año  | División | Liga    | Temporada Regular | Playoffs                   | US Open Cup  |
| ---- | -------- | ------- | ----------------- | -------------------------- | ------------ |
| 2004 | 4        | USL PDL | 7º, Great Lakes   | No clasificó               | No clasificó |
| 2005 | 4        | USL PDL | 7º, Great Lakes   | No clasificó               | No clasificó |
| 2006 | 4        | USL PDL | 7º, Great Lakes   | No clasificó               | No clasificó |
| 2007 | 4        | USL PDL | 6º, Great Lakes   | No clasificó               | No clasificó |
| 2008 | 4        | USL PDL | 2º, Great Lakes   | Semifinales de Conferencia | No clasificó |
| 2009 | 4        | USL PDL | 6º, Great Lakes   | No clasificó               | No clasificó |
| 2010 | 4        | USL PDL | 9º, Great Lakes   | No clasificó               | No clasificó |

## Estadios
- Byers Field; Parma, Ohio (2004)
- Coughlin Field de la St. Edward High School; Lakewood, Ohio (2005-2008)
- St. Vincent - St. Mary High School Sports Complex; Akron, Ohio 1 juego (2006)
- Medina Soccer Field; Medina, Ohio 1 juego (2006)
- Gannon University Stadium; Erie, Pennsylvania 1 juego (2006)
- Krenzler Field de la Cleveland State University; Cleveland, Ohio 1 juego (2006)
- Valley Sports Center; Struthers, Ohio 1 juego (2006)
- Don Shula Stadium at Wasmer Field, John Carroll University; University Heights, Ohio 3 juegos(2007-2008, 2010)
- Pinnacle Sports Complex; Medina, Ohio (2009-2010)

## Entrenadores
- George Nanchoff (2005, 2009-2010)
- Tony Dore (2006-2008)

## Jugadores

### Jugadores destacados
| - Marc Burch - Steve Gillespie - Matt Horth - Dustin Kirby - Tony Labudovski - Darlington Nagbe | - Michael Nanchoff - Mark Nerkowski - Siniša Ubiparipović - Steve Zakuani - Ben Zemanski - Josh Williams |